# 青山一丁目站
青山一丁目站（日语：／ Aoyama-itchōme eki */?）是位於日本東京都港區，屬於東京地下鐵、東京都交通局（都營地下鐵）的鐵路車站。
此站有東京地下鐵的銀座線與半藏門線、都營地下鐵的大江戶線停靠，是轉乘站。各路線都設有車站編號，銀座線是G 04、半藏門線是Z 03、大江戶線是E 24。

## 歷史
- 1938年（昭和13年）11月18日：東京高速鐵道（日语：東京高速鉄道）青山一丁目站啟用。
- 1941年（昭和16年）9月1日：東京高速鐵道按政府法令重組，並轉讓與帝都高速度交通營團（營團地下鐵）經營。轉讓後的東京高速鐵道路段與東京地下鐵道合併，成為現時的銀座線。
- 1954年（昭和29年）8月27日：擬定銀座線車站拓寬工程[1]。
- 1955年（昭和30年）5月1日：因提升銀座線而運行的4輛編組列車在停靠本站時，淺草方向1輛車廂不開門[1]。
- 1957年（昭和32年）5月1日：月台延長，可停靠6輛編組列車[2]。
- 1978年（昭和53年）8月1日：半藏門線站區啟用。
- 2000年（平成12年）12月12日：東京都交通局大江戶線站區啟用。
- 2004年（平成16年）4月1日：營團地下鐵民營化。銀座線、半藏門線由東京地下鐵接手經營。
- 2016年（平成28年）
  - 3月26日：實施東京地下鐵與都營地下鐵的付費區通過服務[3]。
  - 11月：5、6日與19、20日伴隨銀座線澀谷站軌道切換工程，銀座線此站－表參道間實行單線並列運行[4]。
- 2018年（平成30年）
  - 5月：半藏門線月台開始安裝月台閘門[5]。
  - 8月：半藏門線月台的月台閘門開始使用[5]。

## 
半藏門線站區與大江戶線站區的付費區相連，並設有轉乘閘機（大江戶線站區內）。如需從銀座線站區轉乘大江戶線，則必須途經半藏門線月台。

### 東京地下鐵
銀座線為2面2線對向式月台、半藏門線為1面2線島式月台的地底車站。
青山通地底共有2條路線，但與兩線月台均位於同一層的表參道站不同，銀座線月台位於地下1樓，半藏門線月台位於地下3樓。

#### 月台配置
| 月台                    | 路線     | 目的地                                     |
| ----------------------- | -------- | ------------------------------------------ |
| 銀座線月台（地下1樓）   |          |                                            |
| 1                       | 銀座線   | 表參道、澀谷方向                           |
| 2                       | 銀座線   | 銀座、淺草方向                             |
| 半藏門線月台（地下2樓） |          |                                            |
| 3                       | 半藏門線 | 表參道、澀谷、中央林間方向                 |
| 4                       | 半藏門線 | 大手町、押上〈晴空塔前〉、久喜、南栗橋方向 |

（來源：東京地下鐵:構內圖 （页面存档备份，存于））
- 半藏門線往押上方向的最後一班列車以本站為終點站。乘客下車後，列車會駛到半藏門站停泊。
- 3號月台近永田町一邊的側壁安裝了屏幕。屏幕只會播放東京地下鐵的廣告。
- 半藏門線從本站延伸至永田町站時，該區間僅使用現在的B線（渋谷方向）作單線運行，直到延伸至半藏門站時才複線化。永田町側保留有當時A線進入B線使用的連絡線。

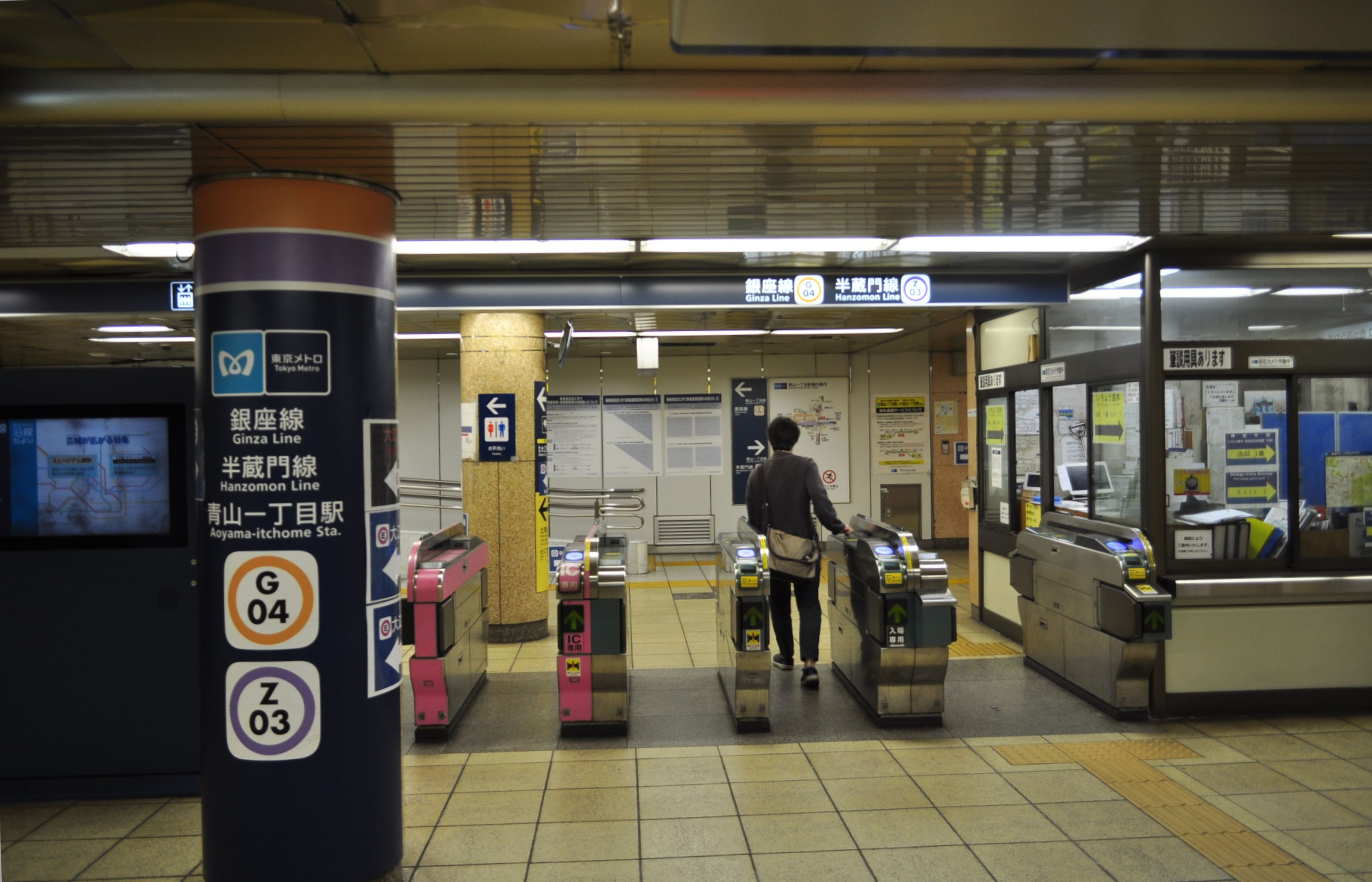
銀座線、半藏門線閘口（2018年4月7日攝）
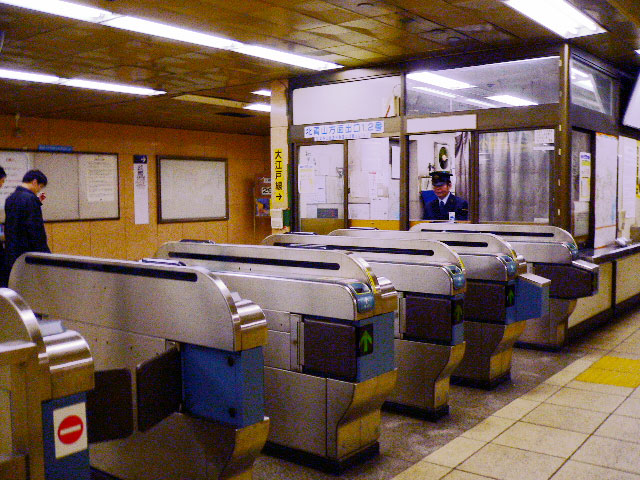
半藏門線北青山方向閘口（2005年3月29日）
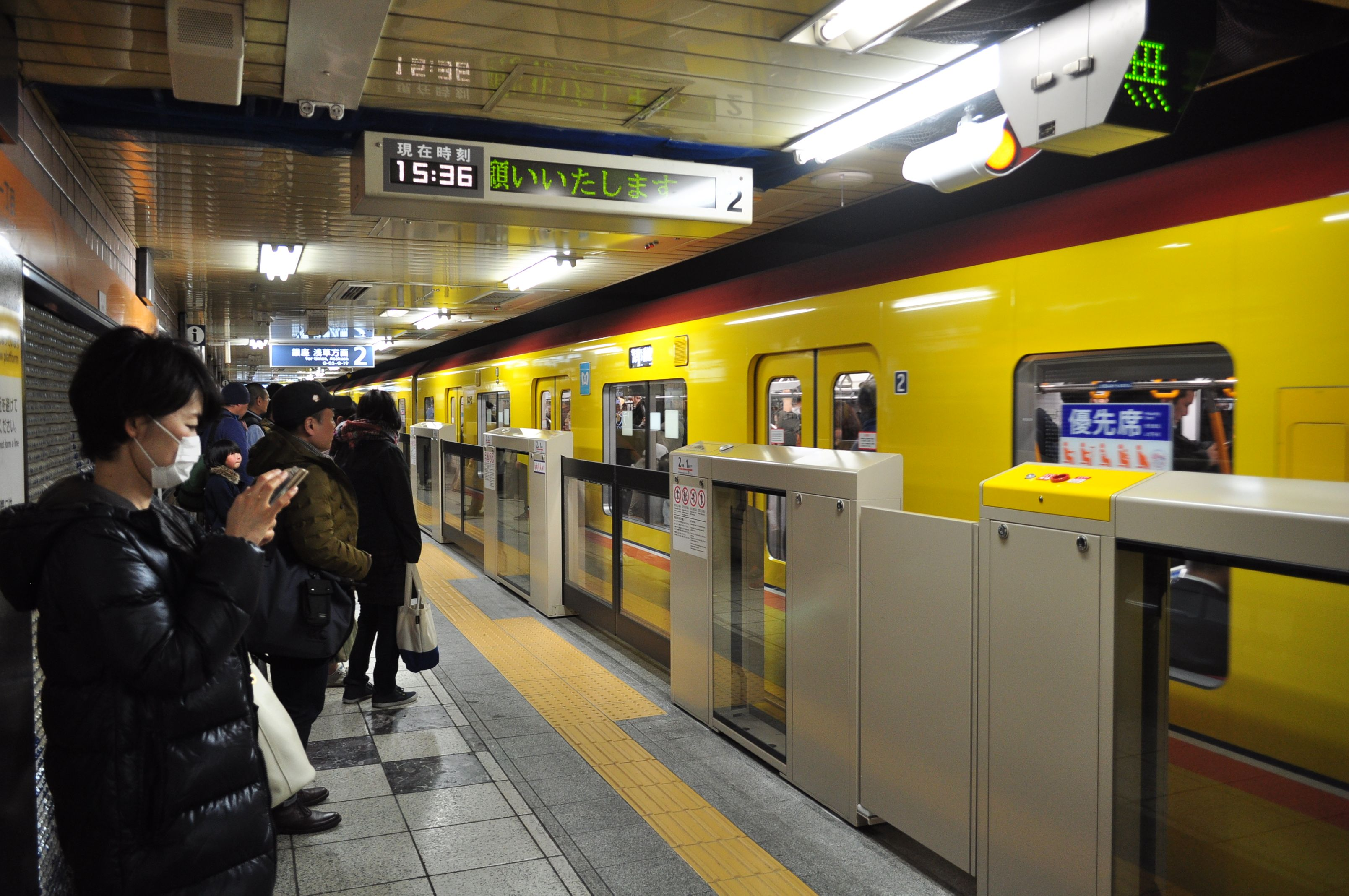
銀座、淺草方向月台（2018年3月3日攝）
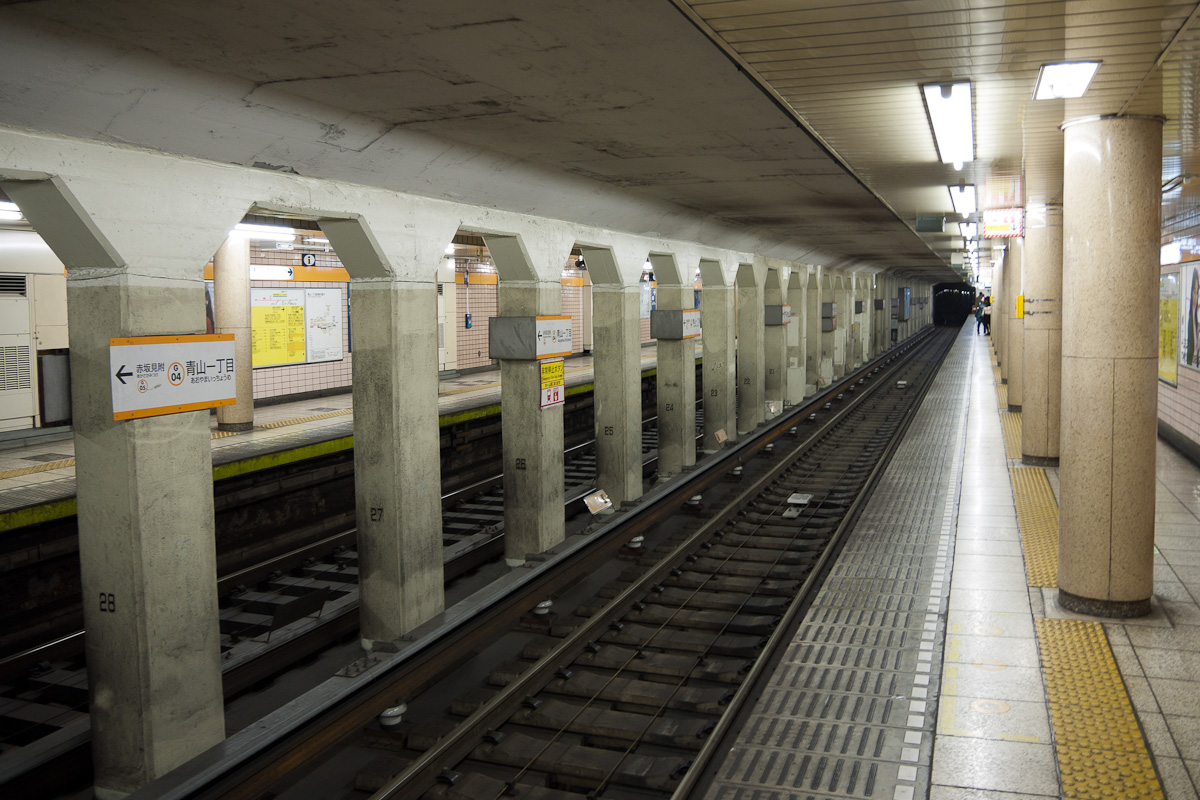
銀座線月台（2011年11月）

### 東京都交通局
1面2線島式月台的地底車站。
大門站務管區青山站務區的所在站，負責管理大江戶線六本木站－代代木站之間的路段。
過去北青山方向剪票口前有定期券售票處，後被自動定期券售票機取代。其舊址是現在的FamilyMart。

#### 月台配置
| 月台 | 路線     | 目的地                     |
| ---- | -------- | -------------------------- |
| 1    | 大江戶線 | 六本木、大門、門前仲町方向 |
| 2    | 大江戶線 | 新宿、都廳前、光丘方向     |

（來源：都營地下鐵:車站構內圖 （页面存档备份，存于））

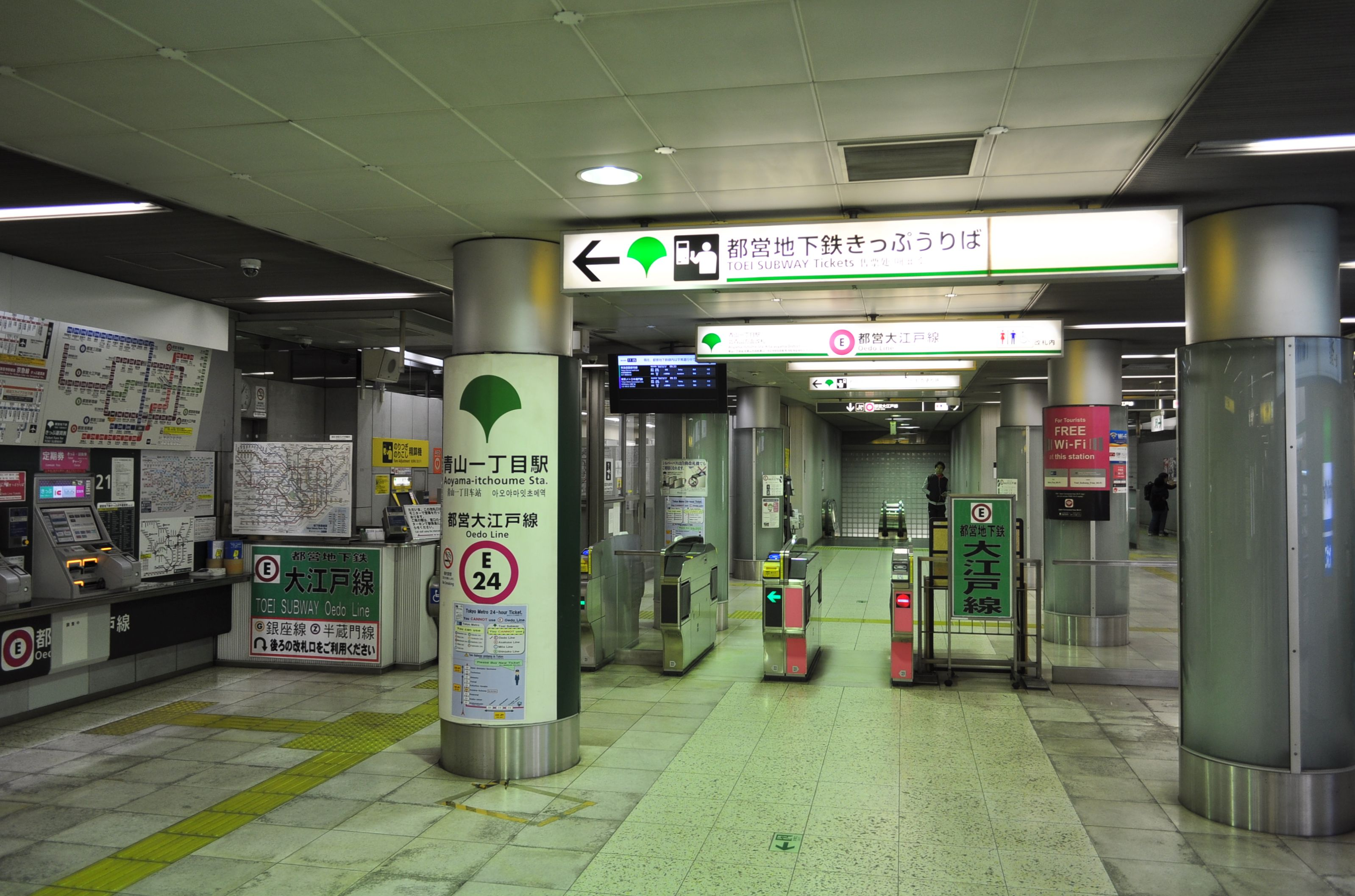
大江戶線閘口（2018年4月7日攝）
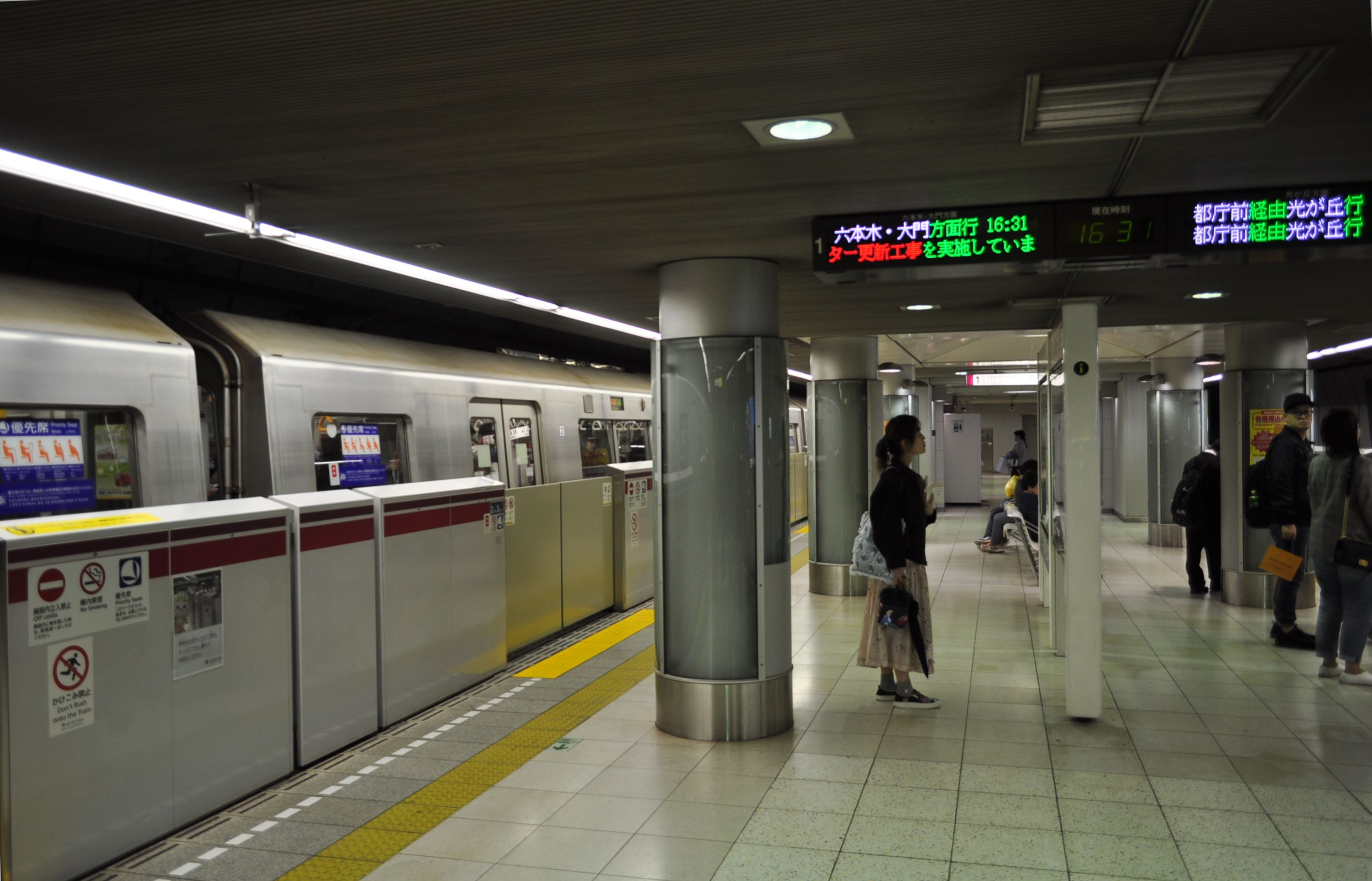
同左，1號月台（2018年4月7日攝）
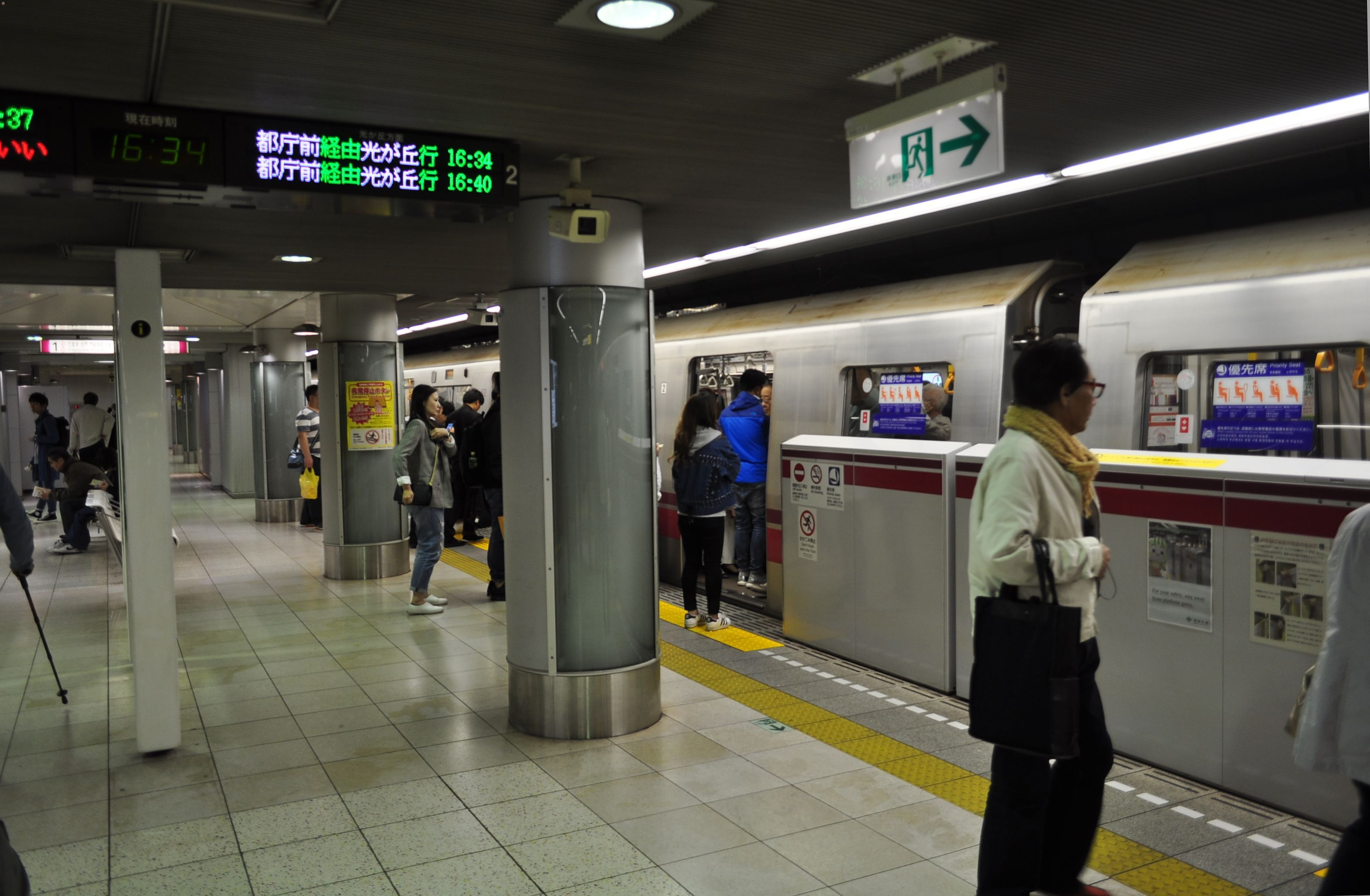
同左，2號月台（2018年4月7日攝）

### 出入口
| 出入口                | 往地面 電扶梯 | 照片 | 周邊設施、建物                                                                                  |
| --------------------- | ------------- | ---- | ----------------------------------------------------------------------------------------------- |
| 0                     |               |      | 明治神宮外苑 / 外苑中央廣場 / 明治紀念館 / 青山大樓 / 青山中學校                                |
| 1                     |               |      | 關閉中                                                                                          |
| 2                     |               |      | 元赤坂方向 / 青山一丁目交番 / 赤坂御所 / 明治紀念館                                             |
| 3                     |               |      | 南青山方向 / 青山一丁目交差點 / 赤坂圖書館                                                      |
| 4*                    |               |      | 赤坂方向 / 新青山大樓 / NHK文化中心 / 赤坂郵便局 / 高橋是清翁紀念公園 / 草月會館 / 加拿大大使館 |
| 5                     |               |      | 南青山2丁目方向 / HONDA青山大樓 / 青山靈園 / 東京都立青山特別支援學校                           |
| *出入口有開放時間限制 |               |      |                                                                                                 |

## 利用狀況
- 東京地下鐵 - 2017年度1日平均上下車人次為117,633人[利用客数 1]。
東京地下鐵全部130個車站當中排行31位。此數值不包括銀座線、半藏門線間的轉乘人次。
  - 若包括銀座線、半藏門線間的轉乘人次，2017年度各路線1日平均上下車人次如下[* 1]。
    - 銀座線 - 65,961人 - 銀座線全部19個車站當中排行第13位。
    - 半藏門線 - 69,968人 - 半藏門線全部14個車站當中排行第12位。
- 都營地下鐵 - 2017年度1日平均上下車人次為77,999人（上車人次：39,175人、下車人次：38,824人）[利用客数 2]。
開業當初的上車人次約為51,000人。

### 各年度1日平均上下車人次
近年1日平均上下車人次的推移如下表。
| 年度               | 東京地下鐵         | 東京地下鐵 | 都營地下鐵         | 都營地下鐵 |
| 年度               | 1日平均 上下車人次 | 增長率     | 1日平均 上下車人次 | 增長率     |
| ------------------ | ------------------ | ---------- | ------------------ | ---------- |
| 2003年（平成15年） |                    |            | 56,252             | 10.5%      |
| 2004年（平成16年） | 89,257             |            | 57,625             | 2.4%       |
| 2005年（平成17年） |                    |            | 60,396             | 4.8%       |
| 2006年（平成18年） | 95,442             |            | 63,706             | 5.5%       |
| 2007年（平成19年） | 103,589            | 8.5%       | 69,446             | 9.0%       |
| 2008年（平成20年） | 104,865            | 1.2%       | 67,889             | −2.2%      |
| 2009年（平成21年） | 101,080            | −3.6%      | 65,117             | −4.1%      |
| 2010年（平成22年） | 99,775             | −1.3%      | 64,476             | −1.0%      |
| 2011年（平成23年） | 97,811             | −2.0%      | 62,838             | −2.5%      |
| 2012年（平成24年） | 104,434            | 6.8%       | 67,755             | 7.8%       |
| 2013年（平成25年） | 109,707            | 5.0%       | 71,301             | 5.2%       |
| 2014年（平成26年） | 111,482            | 1.6%       | 72,684             | 1.9%       |
| 2015年（平成27年） | 114,447            | 2.7%       | 74,879             | 3.0%       |
| 2016年（平成28年） | 115,907            | 1.3%       | 76,116             | 1.7%       |
| 2017年（平成29年） | 117,633            | 1.5%       | 77,999             | 2.5%       |

### 各年度1日平均上車人次（1956年－2000年）
| 年度               | 營團   | 營團     | 都營地下鐵 | 來源              |
| 年度               | 銀座線 | 半藏門線 | 都營地下鐵 | 來源              |
| ------------------ | ------ | -------- | ---------- | ----------------- |
| 1956年（昭和31年） | 4,408  | 未 開 業 | 未 開 業   | [ 東京都統計 1 ]  |
| 1957年（昭和32年） | 4,393  | 未 開 業 | 未 開 業   | [ 東京都統計 2 ]  |
| 1958年（昭和33年） | 4,651  | 未 開 業 | 未 開 業   | [ 東京都統計 3 ]  |
| 1959年（昭和34年） | 6,907  | 未 開 業 | 未 開 業   | [ 東京都統計 4 ]  |
| 1960年（昭和35年） | 6,796  | 未 開 業 | 未 開 業   | [ 東京都統計 5 ]  |
| 1961年（昭和36年） | 8,706  | 未 開 業 | 未 開 業   | [ 東京都統計 6 ]  |
| 1962年（昭和37年） | 9,263  | 未 開 業 | 未 開 業   | [ 東京都統計 7 ]  |
| 1963年（昭和38年） | 10,342 | 未 開 業 | 未 開 業   | [ 東京都統計 8 ]  |
| 1964年（昭和39年） | 9,890  | 未 開 業 | 未 開 業   | [ 東京都統計 9 ]  |
| 1965年（昭和40年） | 10,085 | 未 開 業 | 未 開 業   | [ 東京都統計 10 ] |
| 1966年（昭和41年） | 9,888  | 未 開 業 | 未 開 業   | [ 東京都統計 11 ] |
| 1967年（昭和42年） | 10,234 | 未 開 業 | 未 開 業   | [ 東京都統計 12 ] |
| 1968年（昭和43年） | 11,139 | 未 開 業 | 未 開 業   | [ 東京都統計 13 ] |
| 1969年（昭和44年） | 12,481 | 未 開 業 | 未 開 業   | [ 東京都統計 14 ] |
| 1970年（昭和45年） | 13,532 | 未 開 業 | 未 開 業   | [ 東京都統計 15 ] |
| 1971年（昭和46年） | 14,694 | 未 開 業 | 未 開 業   | [ 東京都統計 16 ] |
| 1972年（昭和47年） | 15,578 | 未 開 業 | 未 開 業   | [ 東京都統計 17 ] |
| 1973年（昭和48年） | 15,397 | 未 開 業 | 未 開 業   | [ 東京都統計 18 ] |
| 1974年（昭和49年） | 15,959 | 未 開 業 | 未 開 業   | [ 東京都統計 19 ] |
| 1975年（昭和50年） | 15,500 | 未 開 業 | 未 開 業   | [ 東京都統計 20 ] |
| 1976年（昭和51年） | 15,425 | 未 開 業 | 未 開 業   | [ 東京都統計 21 ] |
| 1977年（昭和52年） | 16,329 | 未 開 業 | 未 開 業   | [ 東京都統計 22 ] |
| 1978年（昭和53年） | 17,534 | 2,066    | 未 開 業   | [ 東京都統計 23 ] |
| 1979年（昭和54年） | 20,350 | 2,781    | 未 開 業   | [ 東京都統計 24 ] |
| 1980年（昭和55年） | 22,137 | 3,805    | 未 開 業   | [ 東京都統計 25 ] |
| 1981年（昭和56年） | 22,715 | 3,984    | 未 開 業   | [ 東京都統計 26 ] |
| 1982年（昭和57年） | 22,564 | 4,323    | 未 開 業   | [ 東京都統計 27 ] |
| 1983年（昭和58年） | 22,926 | 4,836    | 未 開 業   | [ 東京都統計 28 ] |
| 1984年（昭和59年） | 23,759 | 5,567    | 未 開 業   | [ 東京都統計 29 ] |
| 1985年（昭和60年） | 25,093 | 6,153    | 未 開 業   | [ 東京都統計 30 ] |
| 1986年（昭和61年） | 25,534 | 6,940    | 未 開 業   | [ 東京都統計 31 ] |
| 1987年（昭和62年） | 25,014 | 7,227    | 未 開 業   | [ 東京都統計 32 ] |
| 1988年（昭和63年） | 24,584 | 7,923    | 未 開 業   | [ 東京都統計 33 ] |
| 1989年（平成元年） | 23,258 | 10,107   | 未 開 業   | [ 東京都統計 34 ] |
| 1990年（平成02年） | 23,795 | 11,011   | 未 開 業   | [ 東京都統計 35 ] |
| 1991年（平成03年） | 23,844 | 11,131   | 未 開 業   | [ 東京都統計 36 ] |
| 1992年（平成04年） | 23,452 | 11,534   | 未 開 業   | [ 東京都統計 37 ] |
| 1993年（平成05年） | 21,666 | 11,704   | 未 開 業   | [ 東京都統計 38 ] |
| 1994年（平成06年） | 20,586 | 11,493   | 未 開 業   | [ 東京都統計 39 ] |
| 1995年（平成07年） | 20,727 | 11,590   | 未 開 業   | [ 東京都統計 40 ] |
| 1996年（平成08年） | 20,732 | 11,573   | 未 開 業   | [ 東京都統計 41 ] |
| 1997年（平成09年） | 20,907 | 11,679   | 未 開 業   | [ 東京都統計 42 ] |
| 1998年（平成10年） | 20,926 | 11,934   | 未 開 業   | [ 東京都統計 43 ] |
| 1999年（平成11年） | 20,437 | 11,328   | 未 開 業   | [ 東京都統計 44 ] |
| 2000年（平成12年） | 21,584 | 11,814   | 14,718     | [ 東京都統計 45 ] |

### 各年度1日平均上車人次（2001年以後）
近年1日平均上車人次的推移如下表。
| 年度               | 營團 / 東京地下鐵 | 營團 / 東京地下鐵 | 都營地下鐵 | 來源              |
| 年度               | 銀座線            | 半藏門線          | 都營地下鐵 | 來源              |
| ------------------ | ----------------- | ----------------- | ---------- | ----------------- |
| 2001年（平成13年） | 26,142            | 14,466            | 21,466     | [ 東京都統計 46 ] |
| 2002年（平成14年） | 26,888            | 15,759            | 24,551     | [ 東京都統計 47 ] |
| 2003年（平成15年） | 27,189            | 17,620            | 27,303     | [ 東京都統計 48 ] |
| 2004年（平成16年） | 26,953            | 17,942            | 28,375     | [ 東京都統計 49 ] |
| 2005年（平成17年） | 27,332            | 18,411            | 29,827     | [ 東京都統計 50 ] |
| 2006年（平成18年） | 28,203            | 19,118            | 31,438     | [ 東京都統計 51 ] |
| 2007年（平成19年） | 30,137            | 20,937            | 34,169     | [ 東京都統計 52 ] |
| 2008年（平成20年） | 26,337            | 24,885            | 33,727     | [ 東京都統計 53 ] |
| 2009年（平成21年） | 24,671            | 25,315            | 32,451     | [ 東京都統計 54 ] |
| 2010年（平成22年） | 24,077            | 25,205            | 32,229     | [ 東京都統計 55 ] |
| 2011年（平成23年） | 23,511            | 24,885            | 31,548     | [ 東京都統計 56 ] |
| 2012年（平成24年） | 25,115            | 26,581            | 33,997     | [ 東京都統計 57 ] |
| 2013年（平成25年） | 25,115            | 28,570            | 35,856     | [ 東京都統計 58 ] |
| 2014年（平成26年） | 26,364            | 28,928            | 36,503     | [ 東京都統計 59 ] |
| 2015年（平成27年） | 26,932            | 29,743            | 37,653     | [ 東京都統計 60 ] |
| 2016年（平成28年） | 27,329            | 30,151            | 37,884     | [ 東京都統計 61 ] |
| 2017年（平成29年） |                   |                   | 39,175     |                   |

備考
1. ↑  1978年8月1日開業。開業日から翌年3月31日までの計212日間を集計したデータ。
2. ↑  2000年12月12日開業。開業日から翌年3月31日までの計110日間を集計したデータ。

## 周邊
- 東宮御所（赤坂御用地）
- 秩父宮欖球場（日语：秩父宮ラグビー場）
- Park Axis青山一丁目塔（日语：パークアクシス青山一丁目タワー）
  - 港區立赤坂圖書館
- 明治紀念館
- 赤坂郵政局（日语：赤坂郵便局）
  - 郵貯銀行 赤坂店
- 青山大樓

- 新青山大樓（日语：新青山ビル）（青山雙子塔）
- 青山Tower Place
- 本田技研工業本社
- NHK文化中心（日语：NHK文化センター）本社、青山教室

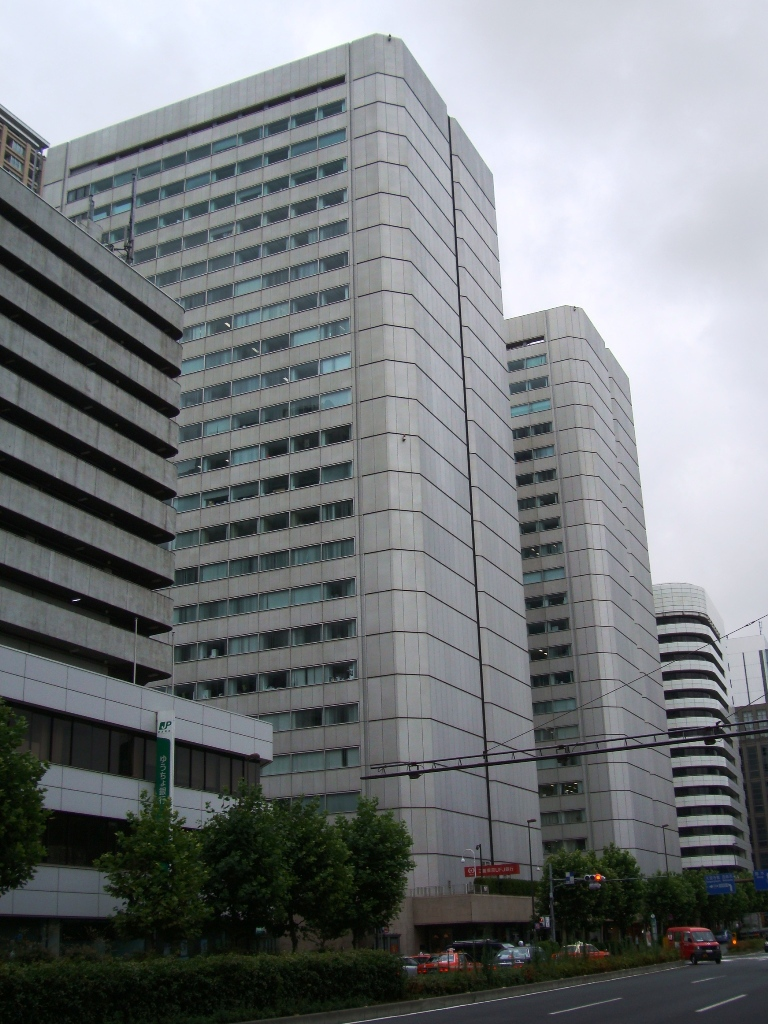
新青山大樓

- 東京都道319號環狀三號線（日语：東京都道319号環状三号線）（外苑東通）
- 國道246號（青山通）
- 青山靈園
- 高橋是清翁紀念公園（日语：高橋是清翁記念公園）
- 東京都立赤坂高等學校（日语：東京都立赤坂高等学校）
- 港區立青山中學校（日语：港区立青山中学校）
- 聖德紀念繪畫館
- 草月會館（日语：草月ホール）
- 港區役所（日语：港区役所 (東京都)） 赤坂地區綜合支所
  - 港區赤坂區民中心
- 警視廳 赤坂警察署（日语：赤坂警察署）
- 德國駐日大使館
- 德國文化會館
- 加拿大駐日大使館
- 伊拉克駐日大使館
- 柬埔寨駐日大使館
- 環球音樂 本社、青山辦公室
- World（日语：ワールド (企業)） 南青山辦公室
- 日鐵住金物產（日语：日鉄住金物産） 東京本社

## 巴士路線
最接近本站的巴士站是青山一丁目站前（外苑東通）及青山（青山通）。以下路線分別由都營巴士、富士特快及西東京巴士運行。
此外，都營地下鐵大江戶線通車前，都營巴士曾經存在途經青山一丁目站前（外苑東通及青山通）的田70系統、茶81系統。另外，田70系統曾有青山一丁目站南口（外苑東通）。
青山一丁目站前
- 品97系統（日语：都営バス港南支所#品97系統）：往新宿站西口（日语：新宿駅バスのりば）/往品川站前前（都營巴士）
- Chii-Bus（日语：ちぃバス）赤坂線：六本木站前、六本木新城方向/赤坂站前方向（富士特快）
- Chii-Bus（日语：ちぃバス）青山線：赤坂見附站方向/表參道站、六本木新城方向（富士特快）

青山
- 樂樂特快（日语：楽々エクスプレス）[9]：往河邊站北口（西東京巴士）

## 名稱由來
銀座線建設時仍為東京高速鐵道，車站設置於當時町名為赤坂區青山南町一丁目與青山北町一丁目之間。青山南町與北町的界線亦即地下鐵行經的青山通。站名雖名為「青山一丁目」，但過去到現在都不存在「青山一丁目」的地名。

## 相鄰車站
東京地下鐵
 銀座線
外苑前（G 03）－青山一丁目（G 04）－赤坂見附（G 05）
 半藏門線
表參道（Z 02）－青山一丁目（Z 03）－永田町（Z 04）
東京都交通局（都營地下鐵）
 大江戶線
六本木（E 23）－青山一丁目（E 24）－國立競技場（E 25）

### 利用狀況資料來源
地下鐵1日平均使用人數
1. ↑  各駅の乗降人員ランキング （页面存档备份，存于） - 東京メトロ
2. ↑  各駅乗降人員一覧 （页面存档备份，存于） - 東京都交通局

地下鐵統計資料
1. 1 2  各種報告書 （页面存档备份，存于） - 関東交通広告協議会
2. ↑  .   [2016-04-20]. （原始内容存档于2016-04-01）.
3. ↑  行政資料集 （页面存档备份，存于） - 港区

東京都統計年鑑
1. ↑  昭和31年PDF - 10ページ
2. ↑  昭和32年PDF - 10ページ
3. ↑  昭和33年PDF - 10ページ
4. ↑  .   [2019-01-05]. （原始内容存档于2016-03-05）.
5. ↑  .   [2019-01-05]. （原始内容存档于2016-03-05）.
6. ↑  .   [2019-01-05]. （原始内容存档于2015-06-29）.
7. ↑  .   [2019-01-05]. （原始内容存档于2015-06-29）.
8. ↑  .   [2019-01-05]. （原始内容存档于2015-06-29）.
9. ↑  .   [2019-01-05]. （原始内容存档于2015-06-29）.
10. ↑  .   [2019-01-05]. （原始内容存档于2016-03-05）.
11. ↑  .   [2019-01-05]. （原始内容存档于2016-03-05）.
12. ↑  .   [2019-01-05]. （原始内容存档于2016-03-05）.
13. ↑  .   [2019-01-05]. （原始内容存档于2016-03-05）.
14. ↑  .   [2019-01-05]. （原始内容存档于2016-03-05）.
15. ↑  .   [2019-01-05]. （原始内容存档于2016-03-05）.
16. ↑  .   [2019-01-05]. （原始内容存档于2015-06-29）.
17. ↑  .   [2019-01-05]. （原始内容存档于2015-06-29）.
18. ↑  .   [2019-01-05]. （原始内容存档于2015-06-29）.
19. ↑  .   [2019-01-05]. （原始内容存档于2016-03-05）.
20. ↑  .   [2019-01-05]. （原始内容存档于2016-06-02）.
21. ↑  .   [2019-01-05]. （原始内容存档于2015-06-29）.
22. ↑  .   [2019-01-05]. （原始内容存档于2016-03-05）.
23. ↑  .   [2019-01-05]. （原始内容存档于2015-06-29）.
24. ↑  .   [2019-01-05]. （原始内容存档于2016-03-05）.
25. ↑  .   [2019-01-05]. （原始内容存档于2016-03-05）.
26. ↑  .   [2019-01-05]. （原始内容存档于2016-03-05）.
27. ↑  .   [2019-01-05]. （原始内容存档于2015-06-29）.
28. ↑  .   [2019-01-05]. （原始内容存档于2015-06-29）.
29. ↑  .   [2019-01-05]. （原始内容存档于2015-06-29）.
30. ↑  .   [2019-01-05]. （原始内容存档于2016-03-05）.
31. ↑  .   [2019-01-05]. （原始内容存档于2016-03-05）.
32. ↑  .   [2019-01-05]. （原始内容存档于2015-06-29）.
33. ↑  .   [2019-01-05]. （原始内容存档于2016-03-05）.
34. ↑  .   [2019-01-05]. （原始内容存档于2016-03-05）.
35. ↑  .   [2019-01-05]. （原始内容存档于2016-03-05）.
36. ↑  .   [2019-01-05]. （原始内容存档于2016-03-05）.
37. ↑  .   [2016-04-20]. （原始内容存档于2013-08-15）.
38. ↑  .   [2016-04-20]. （原始内容存档于2013-02-03）.
39. ↑  .   [2016-04-20]. （原始内容存档于2013-02-03）.
40. ↑  .   [2016-04-20]. （原始内容存档于2013-02-03）.
41. ↑  .   [2016-04-20]. （原始内容存档于2013-02-03）.
42. ↑  .   [2016-04-20]. （原始内容存档于2016-03-04）.
43. ↑  平成10年PDF
44. ↑  平成11年PDF
45. ↑  .   [2016-04-20]. （原始内容存档于2016-03-04）.
46. ↑  .   [2016-04-20]. （原始内容存档于2016-03-04）.
47. ↑  .   [2016-04-20]. （原始内容存档于2017-07-29）.
48. ↑  .   [2016-04-20]. （原始内容存档于2017-07-29）.
49. ↑  .   [2016-04-20]. （原始内容存档于2017-07-29）.
50. ↑  .   [2016-04-20]. （原始内容存档于2017-07-29）.
51. ↑  .   [2016-04-20]. （原始内容存档于2017-07-29）.
52. ↑  .   [2016-04-20]. （原始内容存档于2017-07-29）.
53. ↑  .   [2016-04-20]. （原始内容存档于2017-07-29）.
54. ↑  .   [2016-04-20]. （原始内容存档于2016-03-26）.
55. ↑  .   [2016-04-20]. （原始内容存档于2016-03-27）.
56. ↑  .   [2016-04-20]. （原始内容存档于2016-03-25）.
57. ↑  .   [2016-04-20]. （原始内容存档于2016-03-27）.
58. ↑  .   [2019-01-05]. （原始内容存档于2016-03-22）.
59. ↑  .   [2019-01-05]. （原始内容存档于2017-07-30）.
60. ↑  .   [2019-01-05]. （原始内容存档于2018-11-09）.
61. ↑  .   [2019-01-05]. （原始内容存档于2019-05-02）.

## 外部連結
- 青山一丁目/G04/Z03 | 路線・車站資訊 | 東京地下鐵（日語）
- 青山一丁目 - 東京都交通局（日語）

35°40′23″N 139°43′27″E / 35.672922°N 139.724278°E